# Bé Thoden van Velzen
Betsy (Bé) Thoden van Velzen (Zwolle, 14 juni 1903 – aldaar, 5 april 1984) was een Nederlands beeldhouwer.

## Leven en werk
Thoden van Velzen was lid van de familie Thoden van Velzen en een dochter van gemeentesecretaris mr. Sijo Kornelis Thoden van Velzen en Anna Catharina Beucker Andreae. Ze volgde een opleiding aan de Rijksakademie van beeldende kunsten (1927-1933) in Amsterdam, waar ze les had van onder meer Jan Bronner. Vanaf 1942 woonde en werkte ze in Hattem. Na de Tweede Wereldoorlog maakte de kunstenares meerdere herdenkingsmonumenten. Ze maakte groot, monumentaal werk, dat ze uitvoerde in kalksteen, marmer en zandsteen. Kleiner werk van haar is onder andere te vinden in het Voerman Museum Hattem en in het Amsterdam Museum.
Thoden van Velzen was ook betrokken bij het opzetten van kunstonderwijs in Hattem en Zwolle. Vanaf 1949 gaf ze les in boetseren en beeldhouwen aan de teken- en schilderschool in Zwolle (voorloper van de Vrije Akademie). Ze was een van de leerlingen die door Bronner werden uitgenodigd om drie van haar werken te laten zien op de tentoonstelling Een beeld van Bronner (1971-1972) in Haarlem.

## Werken
- Neger (1928-1934), hardsteen, beeldentuin Museum de Fundatie, Heino
- Verzetsmonument (1950), Hengeloseweg, Zelhem
- Om te doen gedenken (1956), Wehmerstraat, Aalten
- Gedenkmonument, Texel
- Hans en Grietje, Hattem

## Afbeeldingen

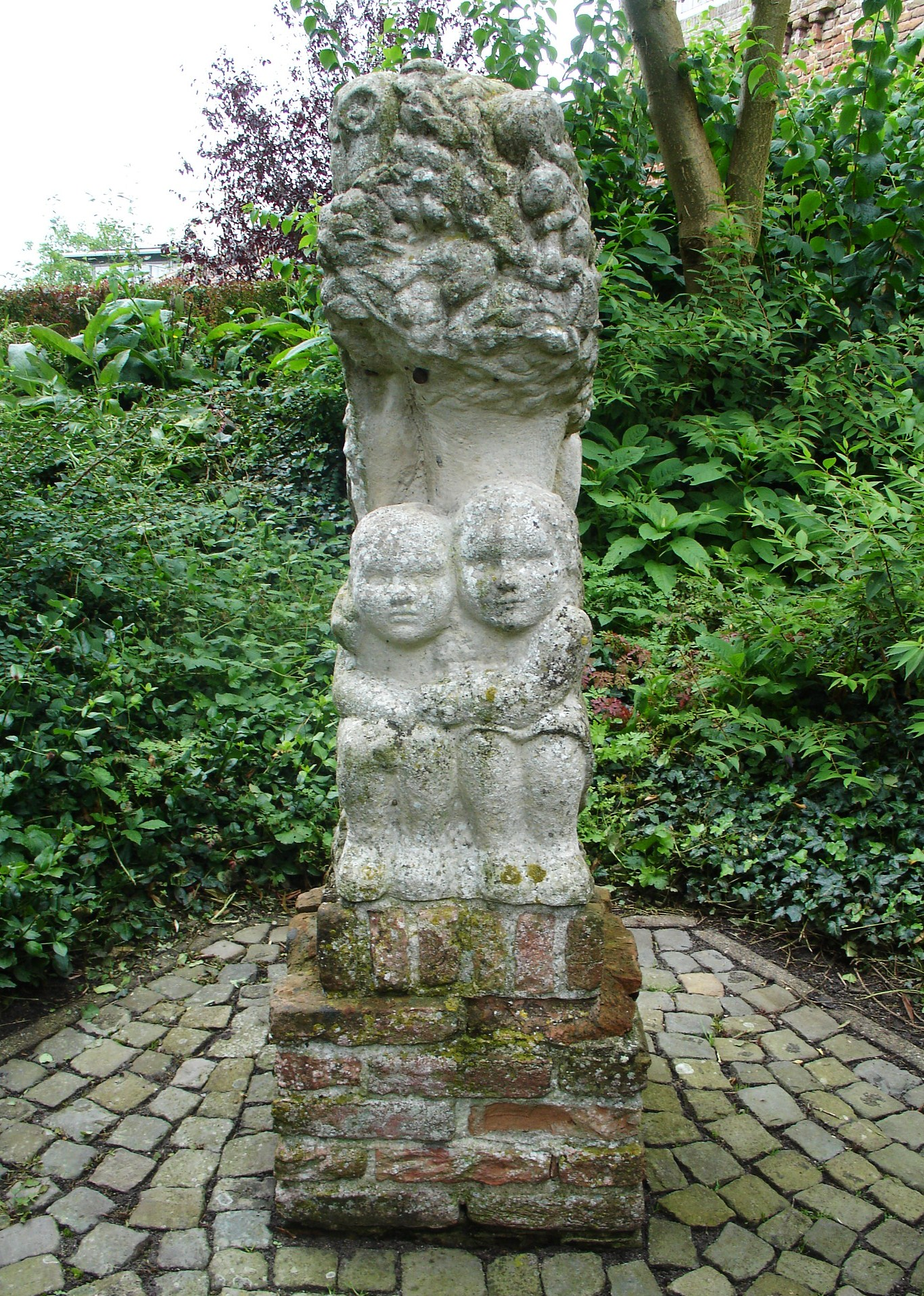
Hans en Grietje
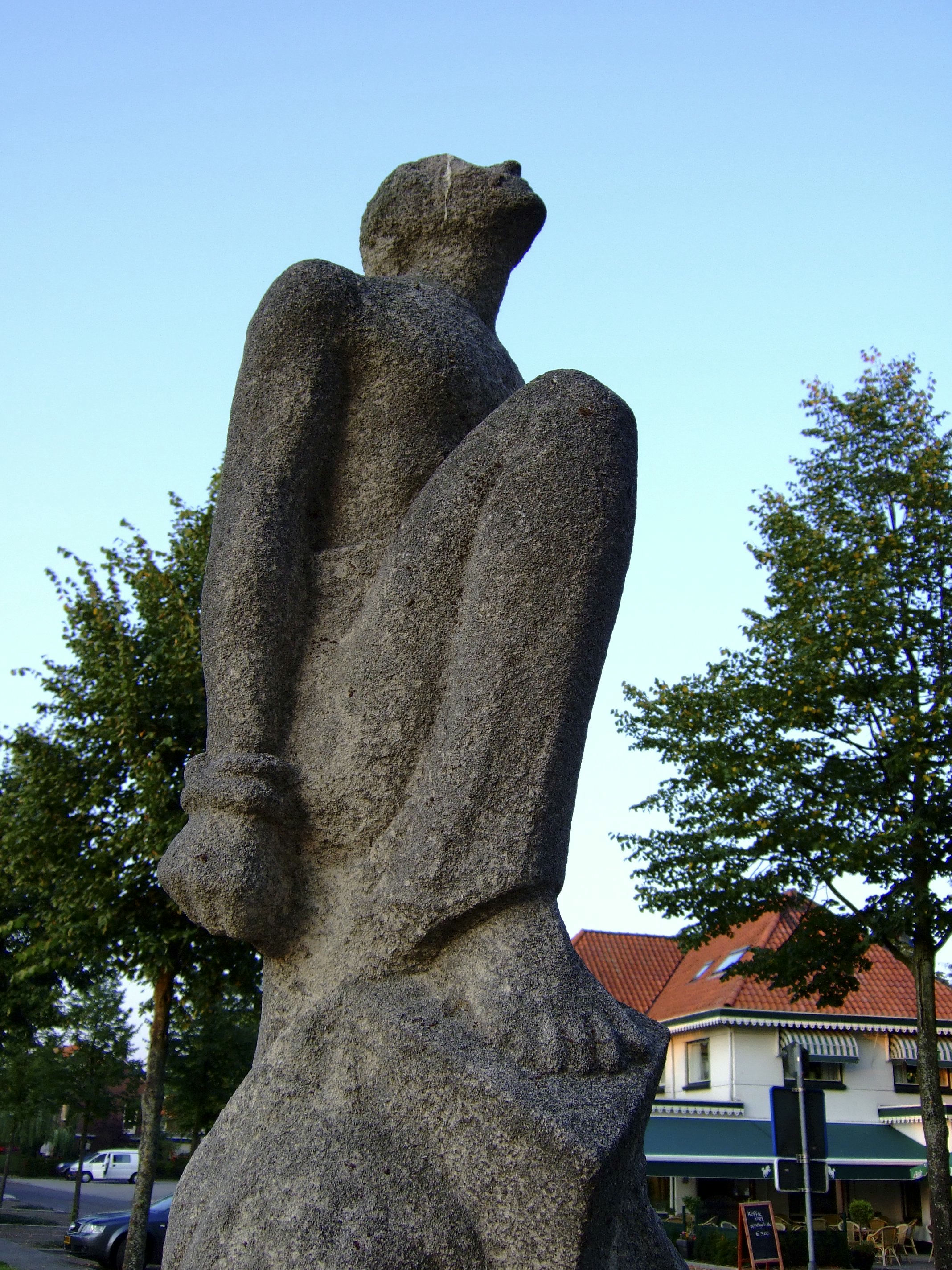
Herdenkingsmonument Zelhem